# HD 93205
HD 93205或稱為船底座V560（V560 Carinae）是一個位於船底座星雲內的船底座聯星。該聯星系統包含兩個大質量的O型恆星，軌道週期6日。質量較高的成員星光譜型 O3V，大約45倍太陽質量，質量較低者大約是太陽質量的20倍，光譜型 O8V。
在HD 93205的鄰近區域有數顆銀河系中質量極大與光度極高的數顆恆星，例如海山二、HD 93250和聯星HD 93129。